# Verónica Cangemi
Verónica Cangemi (ur. 10 października 1964 w Mendozie) – argentyńska sopranistka, specjalizująca się w operze XVII i XVIII wieku.
Początkowo zajmowała się grą na wiolonczeli w Mendoza Symphony Orchestra. Po wygraniu Argentina National Singing Competition ostatecznie zajęła się karierą śpiewaczki. Studiowała w Londynie u Heather Harper. Zdobyła następnie pierwsze nagrody w Concurso Francisco Viñas w Barcelonie oraz Buenos Aires Mozart Competition. W Europie zadebiutowała w Armide Glucka we współpracy z Les Musiciens du Louvre pod dyrekcją Marca Minkowskiego.
Współpracowała z takimi zespołami jak Les Arts Florissants, Il Giardino Armonico, Freiburg Baroque Orchestra czy dyrygentami jak René Jacobs, William Christie, sir Neville Marriner, Marek Janowski. Koncertowała w Paryżu (w Radio France, Théâtre des Champs Élysées, Opéra-Comique), w Teatro Comunale we Florencji, Teatro Colón, Vlaamse Opera, Bayerische Staatsoper, Staatsoper Unter den Linden, Teatro Real w Madrycie, a także w Salzburgu, Grazu, Innsbrucku, Lizbonie i wielu innych.
Nagrania z jej udziałem zdobyły wiele wyróżnień, m.in. Diapason d'Or i Orpheé d'Or w 1998 za operę Ariodante Händla zarejestrowaną dla Deutsche Grammophon, czy Diapason d'Or z 2006 za Griseldę Scarlattiego dla Naïve.
19 maja 2010 wystąpiła w Filharmonii Krakowskiej jako Cleonilla w operze Vivaldiego Ottone in villa (we współpracy z Il Giardino Armonico pod dyrekcją Giovanniego Antoniniego). Koncert odbył się w ramach cyklu Opera Rara.